# Kuju
Kuju é uma vila no distrito de Hazaribag, no estado indiano de Jharkhand.

## Geografia
Kuju está localizada a 23° 43′ N, 85° 30′ L. Tem uma altitude média de 426 metros (1397 pés).

## Demografia
Segundo o censo de 2001, Kuju tinha uma população de 18 049 habitantes. Os indivíduos do sexo masculino constituem 54% da população e os do sexo feminino 46%. Kuju tem uma taxa de literacia de 60%, superior à média nacional de 59,5%: a literacia no sexo masculino é de 69% e no sexo feminino é de 50%. Em Kuju, 15% da população está abaixo dos 6 anos de idade.